# Pterula plumosa
Pterula plumosa är en svampart som först beskrevs av Ludwig David von Schweinitz, och fick sitt nu gällande namn av Elias Fries 1830. Pterula plumosa ingår i släktet Pterula och familjen mattsvampar.   Inga underarter finns listade i Catalogue of Life.